# بلومبان
بلومبان (أو هيدريد الرصاص الرباعي أو رصاصان) هو مركب كيميائي من مجموعة الهيدريدات صيغته PbH4، وهو مركب غير مستقر ويوجد عند عزله على شكل غاز عديم اللون.

## التحضير
حضر البلومبان سنة 1999 من تفاعل نترات الرصاص الثنائي مع بورهيدريد الصوديوم.
أجريت دراسات مخصصة لتتبع مراحل تحضير البلومبان باستخدام تقنية التذرية الليزرية وبدراسة طيف الأشعة تحت الحمراء.

## الخواص
البلومبان هو غاز غير مستقر على العكس من أقرانه في مجموعة الكربون مثل السيلان أو الجيرمان أو الستانان (قصديران).